# Augirein
Augirein település Franciaországban, Ariège megyében. Lakosainak száma 80 fő (2022. január 1.). Augirein Antras, Galey, Illartein, Orgibet, Saint-Jean-du-Castillonnais és Saint-Lary községekkel határos.

## Népesség
A település népességének változása:
| Lakosok száma | 92   | 50   | 73   | 64   | 69   | 75   | 76   | 79   | 79   | 80   |
|               | 1968 | 1982 | 1990 | 2006 | 2013 | 2015 | 2017 | 2019 | 2020 | 2022 |